# Biserica „Sfinții Voievozi” din Cucuteni
Biserica “Sfinții Voievozi” din Cucuteni este un monument istoric datând din secolul al XIX-lea. A fost construită în jurul anului 1804, suferind modificări ulterior. A fost resfințită pe 12 septembrie 2010.